# Kardszarvú antilop
A kardszarvú antilop (Oryx dammah) az emlősök (Mammalia) osztályának párosujjú patások (Artiodactyla) rendjébe, ezen belül a tülkösszarvúak (Bovidae) családjába és a lóantilopformák (Hippotraginae) alcsaládjába tartozó faj.
Régebben egész Észak-Afrikában elterjedt antilopfaj volt, azonban 2000-ben vadon kihalt fajnak nyilvánították, vagyis manapság az összes létező ismert példánya fogságban él.
Az állatot 1816-ban Lorenz Oken német természettudós, botanikus és ornitológus fedezte fel és írta le először; ő akkor az Oryx algazel nevet adta az állatnak. Felfedezése óta a kardszarvú antilop több rendszertani besoroláson, áthelyezésen is keresztülment. Ennek az antilopnak a marmagassága csak kicsivel haladja meg az 1 métert. A bika testtömege 140-210 kilogramm, a tehéné 91-140 kilogramm. A szőrzete fehér, vörösesbarna foltozással a toroktól egészen a mellig. A szeme körül, a feje tetején, valamint az orr fölötti pofarészen feketés-sötétbarna mintázatok vannak. A borjú sárga szőrzettel születik; ekkortájt még nincs semmiféle mintázata. A fiatal állat csak 3-12 hónapos kora között nyeri el a felnőtt színezetét.
A kardszarvú antilop akár 70 fős, vegyes nemű csordákat alkotott; ezeket felnőtt bikák vezették. A félsivatagokat és sivatagokat választotta élőhelyéül. Igen jól alkalmazkodott a forró területeken való élethez. Nagyon jó hűtőmechanizmusa és kis vízigénye van. Levelekkel, perjefélékkel, pozsgásokkal és egyéb növényi részekkel táplálkozott, főleg éjszaka és kora reggel. Az ellések többsége március és október között történik meg. A vemhesség 8-9 hónapig tart, ennek végén egy borjú jön a világra. Ellés után rövid időn belül a tehén hajlandó párzani.
A korábban Észak-Afrika szerte elterjedt kardszarvú antilop vadonból való kihalását részben az éghajlatváltozás és részben a mértéktelen vadászat okozta. A vadászat főleg a nagyra becsült szarva miatt történt. Manapság tenyészprogramok folynak a megmentése érdekében, Tunéziában, Marokkóban és Szenegálban, valamint egy Amerikai Egyesült Államokbeli texasi magángyűjteményben; a farm neve Texas Hill Country és itt kardszarvú antilop mellett egyéb egzotikus állatokat is tenyésztenek. 2016-ban egy visszatelepítő program indult, és Csádban létrehoztak egy kis csordát. Valamikor 2017-ben a WWF (World Wide Fund for Nature, magyarul Természetvédelmi Világalap) és az Természetvédelmi Világszövetség (IUCN) a vadon kihalt faj minősítést lecserélték a súlyosan veszélyeztetett fajra. Levették a vadonból kihalt fajok listájáról, mivel a csádi visszatelepített csorda, habár védett területen, de szabadon mozog.
Az Ókori Egyiptomban szelídítették ezt az antilopfajt; elképzelések szerint húsáért és az isteneknek való áldozatként lett tartva. A gazdag rómaiak is tartottak és tenyésztettek kardszarvú antilopokat. A bőrét a középkorban is értékelték. Meglehet, hogy az egyszarvú legendája egy eltörött szarvú kardszarvú antilop látványából született.

## Rendszertani besorolása és neve
A kardszarvú antilop a tülkösszarvúak családján és a lóantilopformák alcsaládján belül a négy Oryx-faj egyike. A német természettudós, Lorenz Oken 1816-ban írta le először; ő akkor az Oryx algazel nevet adta az állatnak; azonban azóta az antilopot többször is átnevezték: Oryx tao, Oryx leucoryx, Oryx damma, Oryx dammah, Oryx bezoarticus és Oryx ensicornis. 1826-ban Philipp Jakob Cretzschmar német orvos és ornitológus az Oryx ammah névvel illette az állatot. Egy évvel később átnevezték Orys leucoryx-ra, azonban ez a megnevezés már az arab bejza szinonimája volt, melyet akkoriban Oryx beatrix tudományos névvel illettek. Emiatt azt a nevet elhagyták, és újra visszaadták az Oken által adott nevet, az Oryx algazel-t. Több mint száz évre rá, 1951-ben, Sir John Ellerman és Terence Morrison-Scott brit természettudósok észrevették, hogy az Oryx algazel megnevezés nem helyénvaló. Végül, 1956 januárjában a Nemzetközi Zoológiai Nomenklatúrabizottság (International Trust for Zoological Nomenclature) elfogadta az Oryx dammah megnevezést a kardszarvú antilop hivatalos tudományos neveként. Azóta nem lett átnevezve, bár egyes kiadott írások helytelenül O. gazella tao-ként nevezték meg.
A mai tudományos neve Oryx dammah. A nem szintű név, azaz az Oryx ógörög eredetű: ὄρυξ (orux) = „egy gazella” vagy „egy antilop” (eredetileg: „csákány”). A fajneve, a dammah, vagy a latin: damma = „dámvad” vagy „antilop” szavakból származik, vagy pedig az arab nyelvből, ahol a dammar szó „juhot” jelent. A magyar nevét, azaz a „kardszarvú antilop” megnevezést a nagy szarváról kapta; a végén hátrahajló szarv a szablyára, handzsárra emlékeztet. Az angol nyelvben a scimitar-horned oryx „handzsárszarvú orixot” jelent.

## Genetikája és evolúciója
A kardszarvú antilopnak 58 kromoszómapárja van. Van egy nagy szubmetacentrikus (submetacentric) autoszomális párja és 27 akrocentrikus (acrocentric) autoszomális párja. Az X-kromoszóma a legnagyobb, míg az Y-kromoszóma a legkisebb akrocentrikus kromoszómák. E faj első molekuláris vizsgálata alatt - melyet 2007-ben adtak ki -, több európai, észak-amerikai és egyéb fogságban tartott állományok genetikai sokféleségét kutatták. A vizsgálatból a mitokondriális DNS haplotípusok alapján a kutatók megtudták, hogy a kardszarvú antilop a rokonaitól körülbelül 2,7-2,1 millió évvel ezelőtt - a pliocén kor végén - vált el, azaz alakult külön fajjá. Ugyanebből a kutatásból megtudták, hogy 1,2-0,5 millió évvel ezelőtt kezdett elszaporodni.
Egy más kutatás keretében, mely a genetikai különbséget volt hivatott megismerni a különböző Oryx-fajok és alfajok között - O. gazella, O. b. beisa, O. b. callotis, O. dammah és O. leucoryx, a karotípust használta fel. Az Oryx-ok karotípusát összehasonlították a szarvasmarháéval. Minden karotípusban az autoszomális párok száma 58 volt. Az X és Y-kromoszómák meg lettek őrizve mind az öt állatnál.

## Előfordulása
Ez a fehér antilop korábban a Szaharát alkotó sivatagok, félsivatagok és száraz füves puszták lakója volt. A fő előfordulási területe Észak-Afrika középső részén, egy keskeny sávban Nigertől Csádig tartott. Eme területen kívül a Szahara más peremvidékein, például a Száhil öv egyes részein is megélt. Csak ott fordult elő, ahol az éves csapadék legalább 75-150 milliméter volt. 1936-ban, Csád füves pusztáin 10 000 fős csordát is láttak. Az 1970-es évek közepéig a kardszarvú antilop világszintű állományának a 95%-a Csádban élt.

## Megjelenése

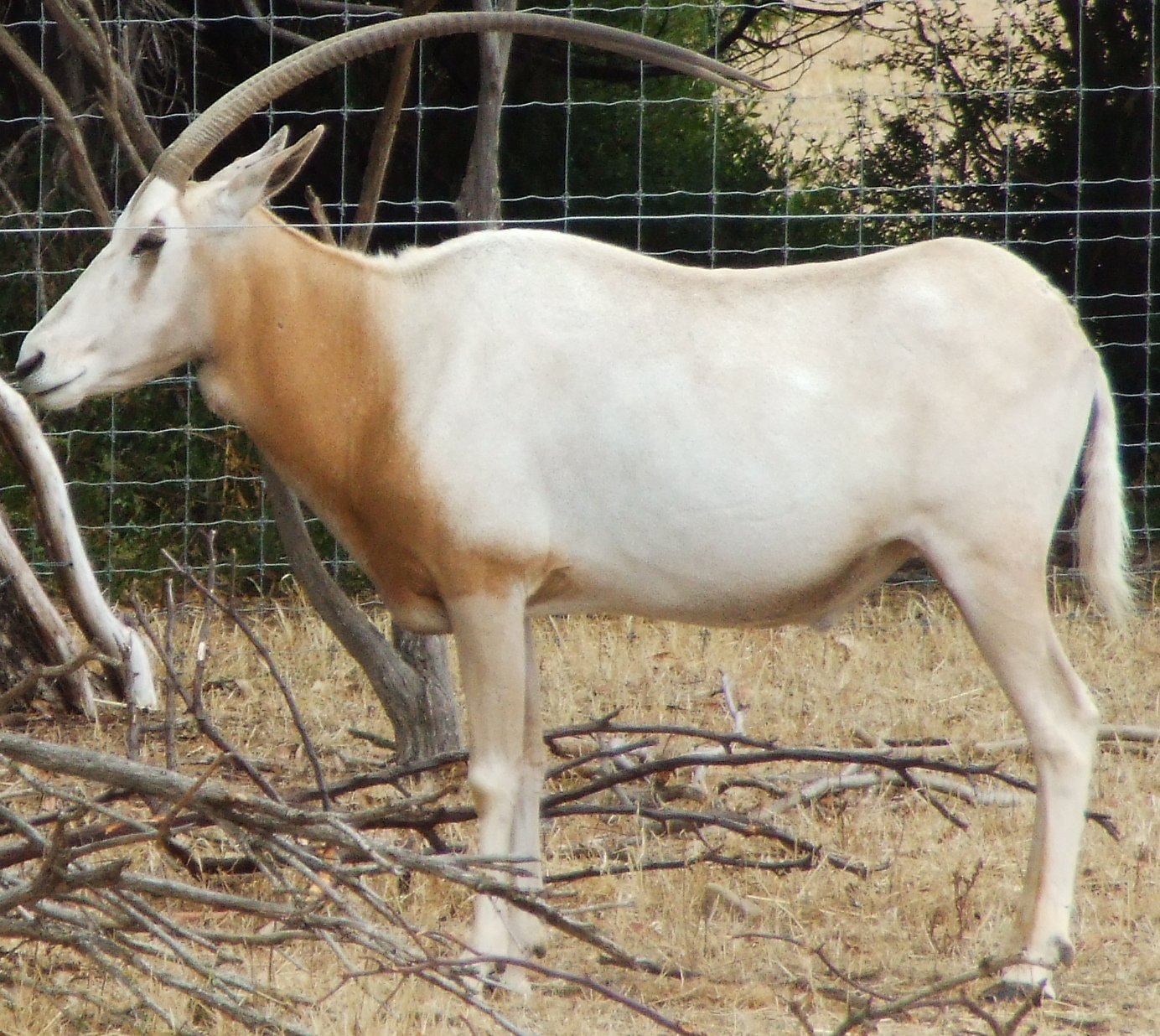
A kardszarvú antilop összetéveszthetetlen más állattal

A kardszarvú antilop marmagassága körülbelül 100-130 centiméter. A bika testtömege 140-210 kilogramm, míg a tehéné 91-140 kilogramm. A fejtől a faroktőig 140-240 centiméter hosszú. A farok további 45-60 centiméter. A farok a szarvasmarha farkához hasonlóan, hosszú szálas bojtban végződik. A fajon belül jelen van a nemi kétalakúság, habár ez csak a méretkülönbségben - a bika nagyobb a tehénnél - nyilvánul meg; színezetre és szarvra egyformák.
A testét borító fehér a szőrzete, a toroktól a mellső lábak közéig vörösesbarnán foltozott. A feje tetején és homlokán, valamint a szemek környékén és az orr fölött, feketés-sötétbarna mintázatok láthatók. A fehér szőrzet visszaveri a tűző Napsütést; míg a színes testrészei a napégést gátolják meg. A fehér szőrzet a sivatag forróságát is visszaveri. A borjú mintázat nélküli sárga színű bundával születik; a felnőttre jellemző színezete csak később, körülbelül 3-12 hónapos korában jelenik meg.
Mind a két nemnek van szarva, bár a tehéné karcsúbb. A többi Oryx-tól eltérően, melyeknek egyenes szarvaik vannak, a kardszarvú antilopé a szarv felső felétől kissé hátrahajlik. A 100-120 centiméteres szarv hosszú, vékony és szimmetrikus. A szarv annyira vékony, hogy könnyen eltörhet. A tehénnek négy emlője van. A nagy, szélesre szétterülő patája tökéletesen alkalmas a homokos sivatagban való járáshoz.

## Életmódja

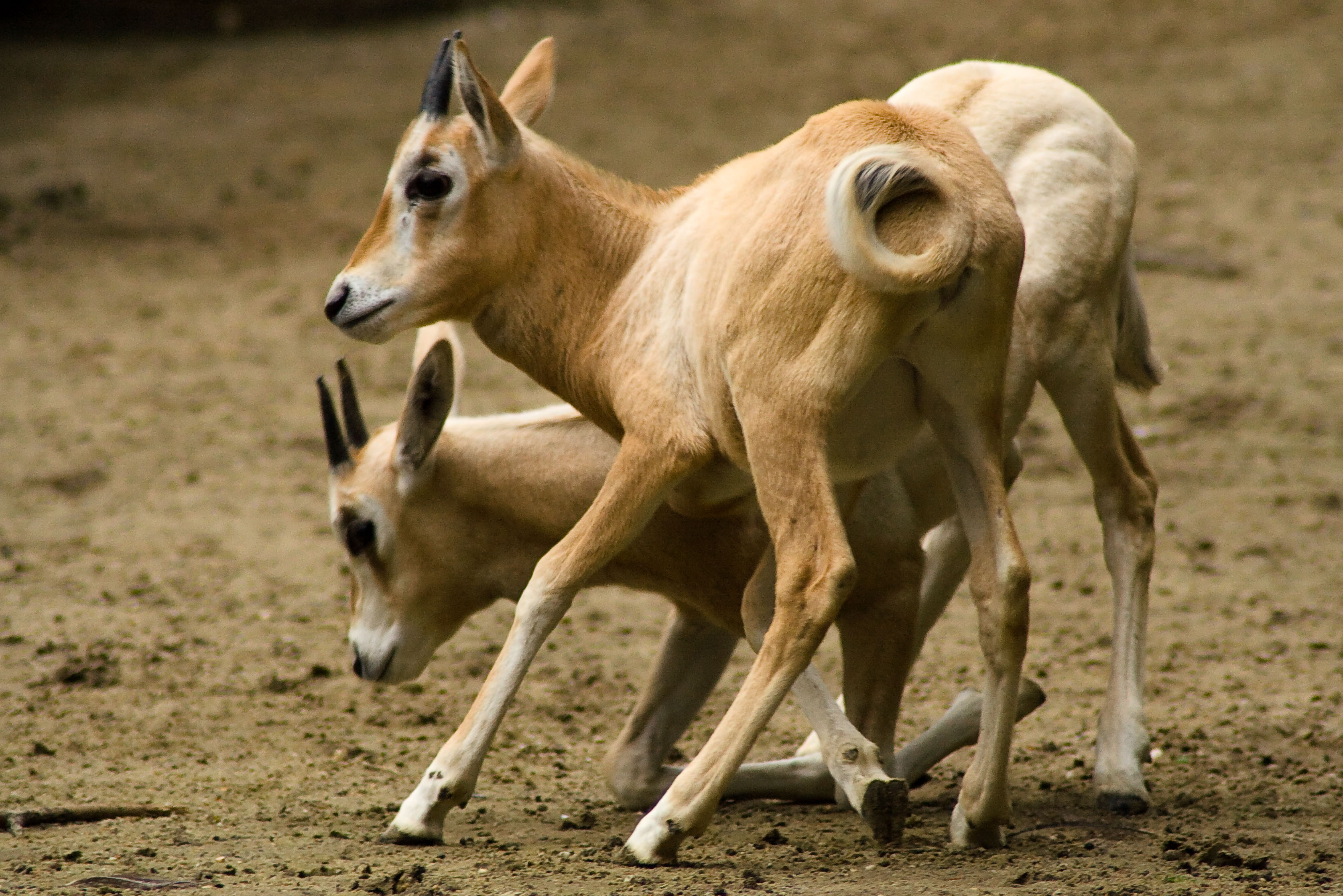
Játszadozó kardszarvú antilop borjak

Amikor még szabadon élt, a kardszarvú antilop társas állat volt; csordái 2-40 főből álltak. A csordákat kifejlett bikák vezették. Az ivóhelyek felkutatásához és az odavezető vándorutakhoz a kisebb csordák akár több ezer fős csapatot is létrehoztak. Az esős évszakban északra, a Szahara belsejébe vándoroltak. Nappal volt tevékeny. A hűvösebb reggeli és esti órákban fák és bokrok alatt pihent; ezek hiányában mélyedéseket kapart a talajba, ahová befeküdt. A bikák gyakran megküzdöttek egymással; azonban a küzdések nem tartottak sokáig és nem voltak durvák. Korábban a vadonban oroszlánok (Panthera leo), leopárdok (Panthera pardus), gepárdok (Acinonyx jubatus), hiénakutyák (Lycaon pictus) és hiénafélék (Hyaenidae) vadásztak rá; a borjaikra afrikai farkasok (Canis anthus) és nagytestű sasok támadhattak.
1983-ban fogságban megfigyelték, amint a 8 kardszarvú antilopborjú elkezdett játszani. A megfigyelés szerint a bikaborjak hosszabb ideig játszottak, mint a tehénborjak. A különböző nemű borjak is játszottak egymással. A játéktársat a kor határozta meg, nem pedig a nem vagy a rokonság. Tehát a játéktárs kiválasztását a kor adta méret határozta meg.
A kardszarvú antilop akár 20 évig is élhet. A Smithsonian Nemzeti Állatkertben (Smithsonian National Zoo) egy tehén 21 éves korában pusztult el; ez igen kiváló eset, mert ennél az antilopfajnál a tehenek átlagos élettartama csak körülbelül 15 év.

### Alkalmazkodásai

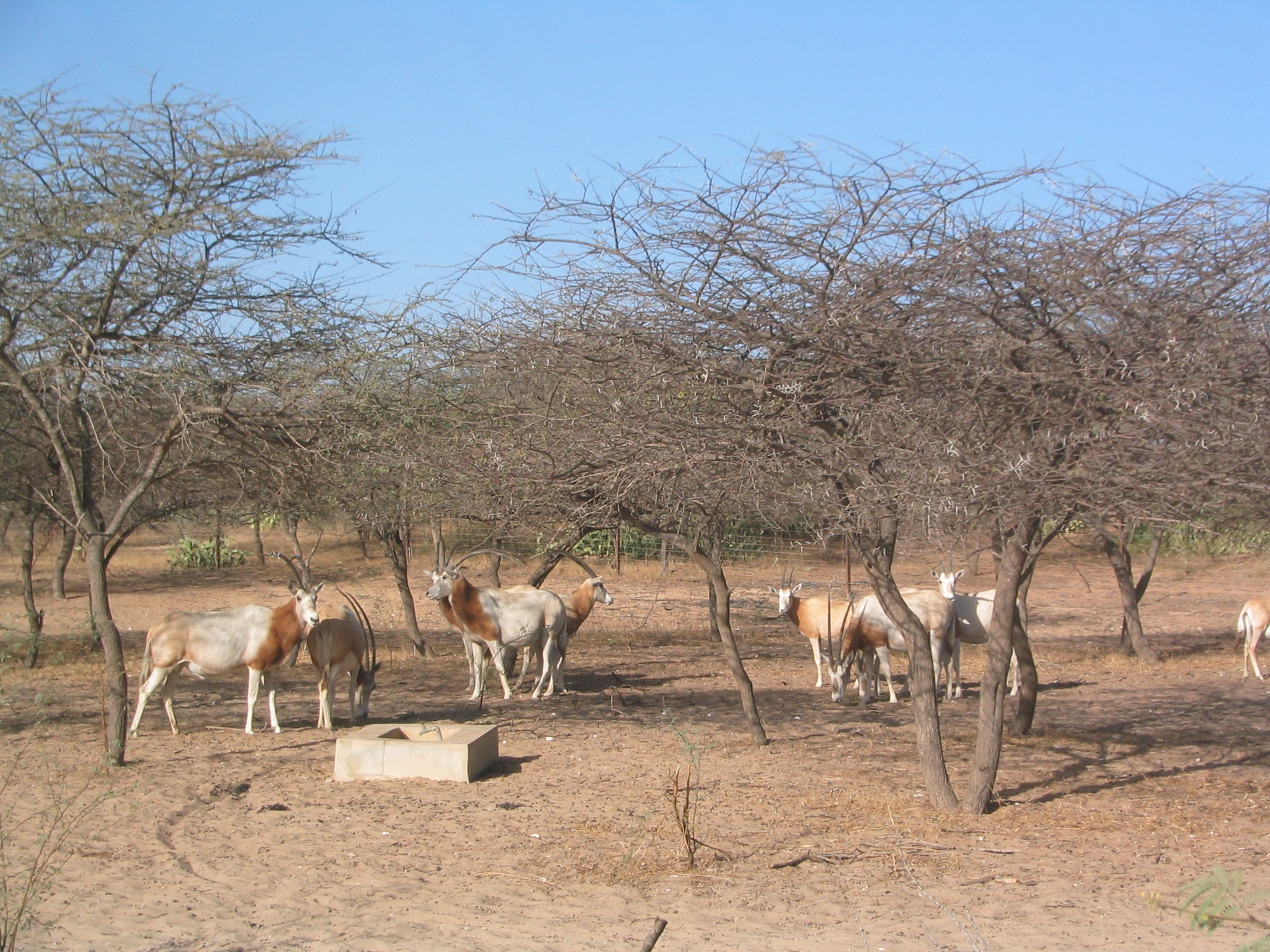
A forró nappalt árnyékos helyen tölti

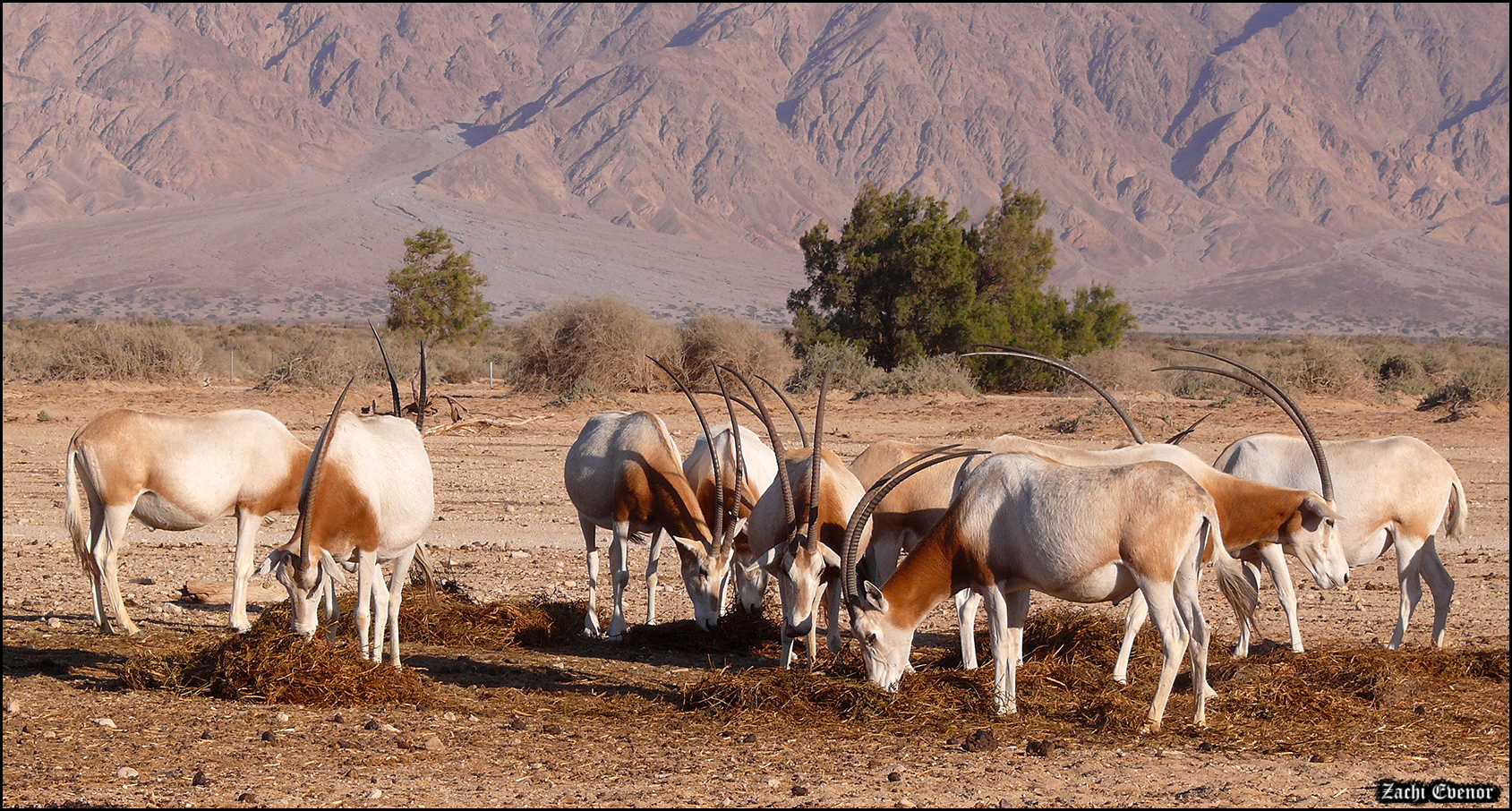
Bika vezette csordában élnek és keresik táplálékukat

A hatalmas hőséghez és a vízhiányhoz a testfelépítésük is alkalmazkodott. A szívüktől az agyukig vezető artériák az orrüregük közvetlen környezetében futnak, és a vérük ott akár 3 °C-ot is hűlhet. Vízbőség idején ürülékükkel és vizeletükkel folyadékot leadva is csökkenthetik a testhőmérsékletüket. Azonban általában éppen a folyadék tartalékolására van szükség, amire a kardszarvú antilop különleges eszközt fejlesztett ki. Nagy forróságban testhőmérsékletét akár 46,5 °C-ra is megemelheti, ami azért segít, mert ilyenkor kevesebb vizet kell elpárologtatnia a különbségek kiegyenlítéséhez.

### Táplálkozása
A természetes élőhelyein, azaz a sivatagban, félsivatagban és száraz füves pusztában a kardszarvú antilop cserjék és bokrok leveleivel, perjefélékkel, egyéb lágy szárú növényekkel, pozsgásokkal, termésekkel, gumókkal, gyökerekkel és gyümölcsökkel táplálkozott. Akár 9-10 hónapig is kibírja víz nélkül, ha elegendő, nagy nedvességtartalmú táplálékhoz jut. A sivatagi életmódhoz alkalmazkodó veséi jól visszatartják a vizet, emiatt nem sokat veszít a vizelete által. Az élőhelyén nagy víztartalmú gyümölcsök is vannak, ilyenek a sártök (Citrullus colocynthis) és az Indigofera oblongifolia. A Capparis decidua levéltelen ágai is sok vizet tartalmaznak. Éjszaka és kora reggel Indigofera colutea növényeket keresett; ezek higroszkóposságos (számos szilárd és folyékony anyag levegőn állva annak nedvességtartalmát megköti, ezáltal felhígul, illetve – szilárd anyag esetén – elfolyósodik, vagy összecsomósodik) tulajdonsággal rendelkeznek; így kielégítve a napi vízmennyiség egy részét. Esőzések után a szívósabb Cymbopogon schoenanthus nevű fű fiatal hajtásaival is táplálkozott, azonban az év más részén ezt általában elkerülte. A főbb táplálékfüvei a következők voltak: Cenchrus biflorus, Panicum laetum és Dactyloctenium aegyptium. A száraz évszak beálltával a palesztin akácia (Vachellia raddiana) hüvelyterméseivel, valamint egyéb perjefélékkel, mint például: köles- (Panicum) - főleg duzzadt kölessel (Panicum turgidum) - és Aristida-fajokkal. A Leptadenia-fajok, valamint a Senna italica és a Cornulaca monacantha növények levelei is a száraz évszak táplálékai közé tartoztak.

### Betegségei és élősködői
Ez az antilopfaj cryptosporidiosis-ban szenvedhet, mely betegséget az Apicomplexa törzsbeli Cryptosporidium protozoa élősködő okoz. Egy 2004-es kutatás szerint 155 emlősfajban, köztük a kardszarvú antilopban is megtalálták a Cryptosporidium parvum-ot, illetve ehhez hasonló élősködőket. 2005-ben 100 emlős - beleértve a kardszarvú antilopot is - ürülékében felfedezték a Cryptosporidium nemzetség fajait. A Szaúd-Arábiabeli rijádi Zoo Garden-ban egy kardszarvú antilop ürülékében új élősködőfaj petetokját fedezték fel; az új élősködő az Eimeria oryxae nevet kapta. Franciaországban először találtak Streptococcus uberis-t Oryx-fajban. Ez a kórokozó vegetatív endocarditist okozott az állatnak, mely halálos szívelégtelenséghez vezetett.
1983-ban egy kutatás keretében megvizsgálták a vérszérumának kémiai összetevőit. A kutatásban 50 példányból vettek vérmintát; az állatok kora az újszülöttől 13 éves korig terjedt. A kutatók ebből megtudták, hogy az újszülöttektől eltérően a fiatal és felnőtt állatokban nagyobb az eozinofil granulocita szint - ez a fehérvérsejtek egy csoportja, amelyek az immunrendszer részeként elsősorban a paraziták elleni védekezésért felelnek. Tehát a kor előrehaladtával egyre több élősködő támadja meg ezt az antilopot.

## Szaporodása

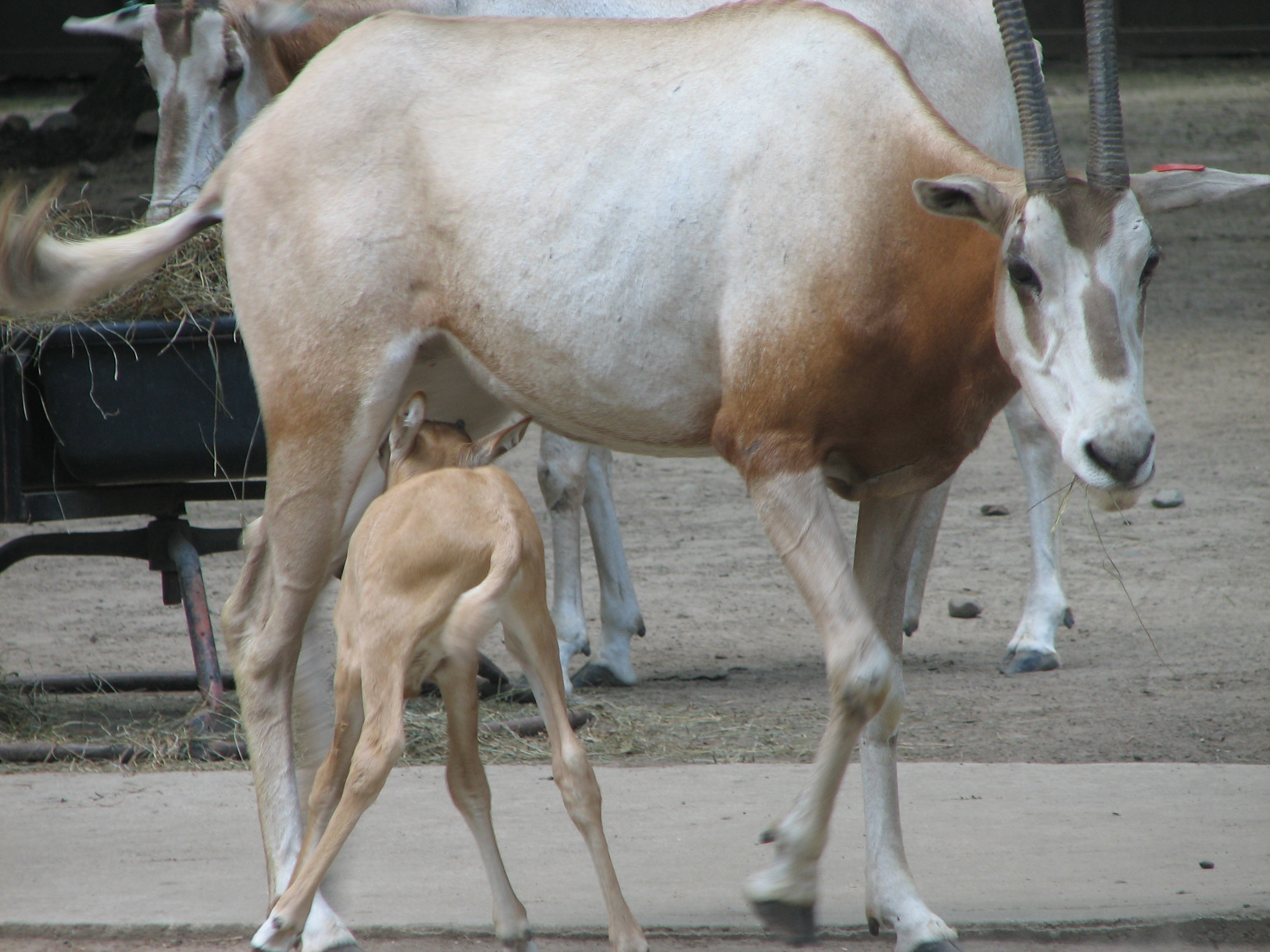
Borját szoptató tehén

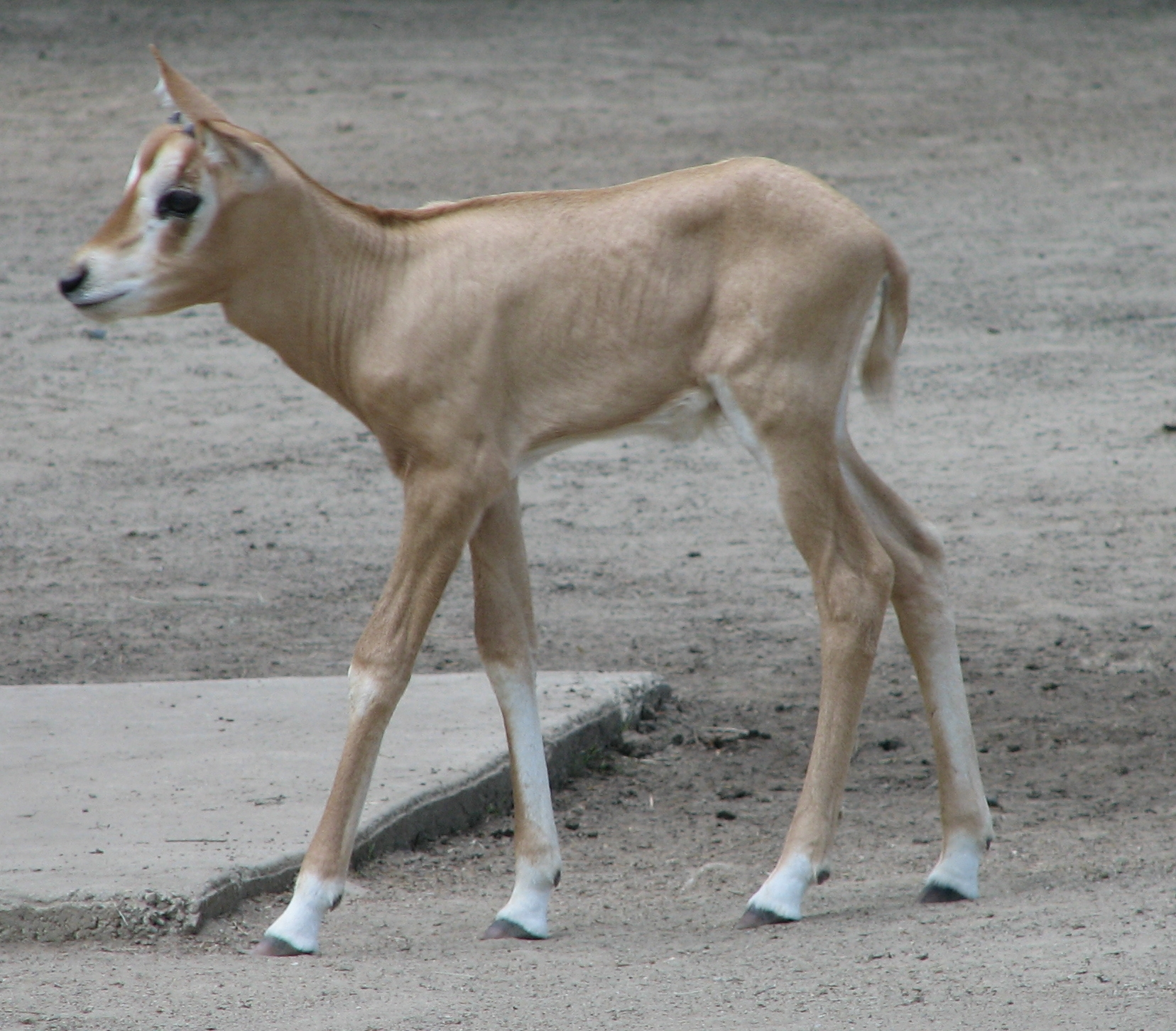
A borjú élete első hónapjaiban sárgás-barnás bundát visel

Mindkét nemű állat 1,5-2 éves kor között éri el az ivarérettséget. Az ellések többsége március és október között történik meg. Ahol jobbak az életfeltételek, gyakrabban is szaporodhat a kardszarvú antilop. Az állatkertekben a bika főleg ősszel párosodna. A szaporodási időszak alatt a tehén párzási kedve csak 24 órát tart, ha ez idő alatt nem találkozik bikával, akkor kivárja a következő szaporodási időszakot. Tavasszal egy ideig a tehén képtelen a petetermelésre. A tehén két borja születése között 332 nap is lehet, ami arra utal, hogy évente akár kétszer is szaporodhat.
Udvarláskor a bika és a tehén párhuzamosan állnak egymással, viszont nem egy irányba nézve, hanem ellentétesen. Ezután elkezdenek forgolódni egymás körül, a két állat körbejárja egymást, amíg a tehén készen áll a bika fogadására. Ha a tehén nem áll készen erre, akkor elfut, és a következő forgolódás fordított irányba történik meg. A vemhes tehén ellés előtt egy héttel elhagyja csordáját és életet ad borjának. Ellés után nemsokára újból párzik. A vemhesség körülbelül 9 hónapig tart, ennek végén egy 10-15 kilogrammos borjú jön világra. Az ikerellés igen ritka; a megfigyelt eseteknek csak a 0,7%-a ilyen. Az anyaállat a borjával együtt néhány órán belül csatlakozik a csordához. Amikor szoptatásra kerül sor, a tehén és borja néhány óráig arrább vonul. Az elválasztás a borjú 3,5 hónapos korában kezdődik, és röviddel ezután válik önállóvá.

## A kardszarvú antilop és az ember

### Veszélyeztetettsége és védettsége

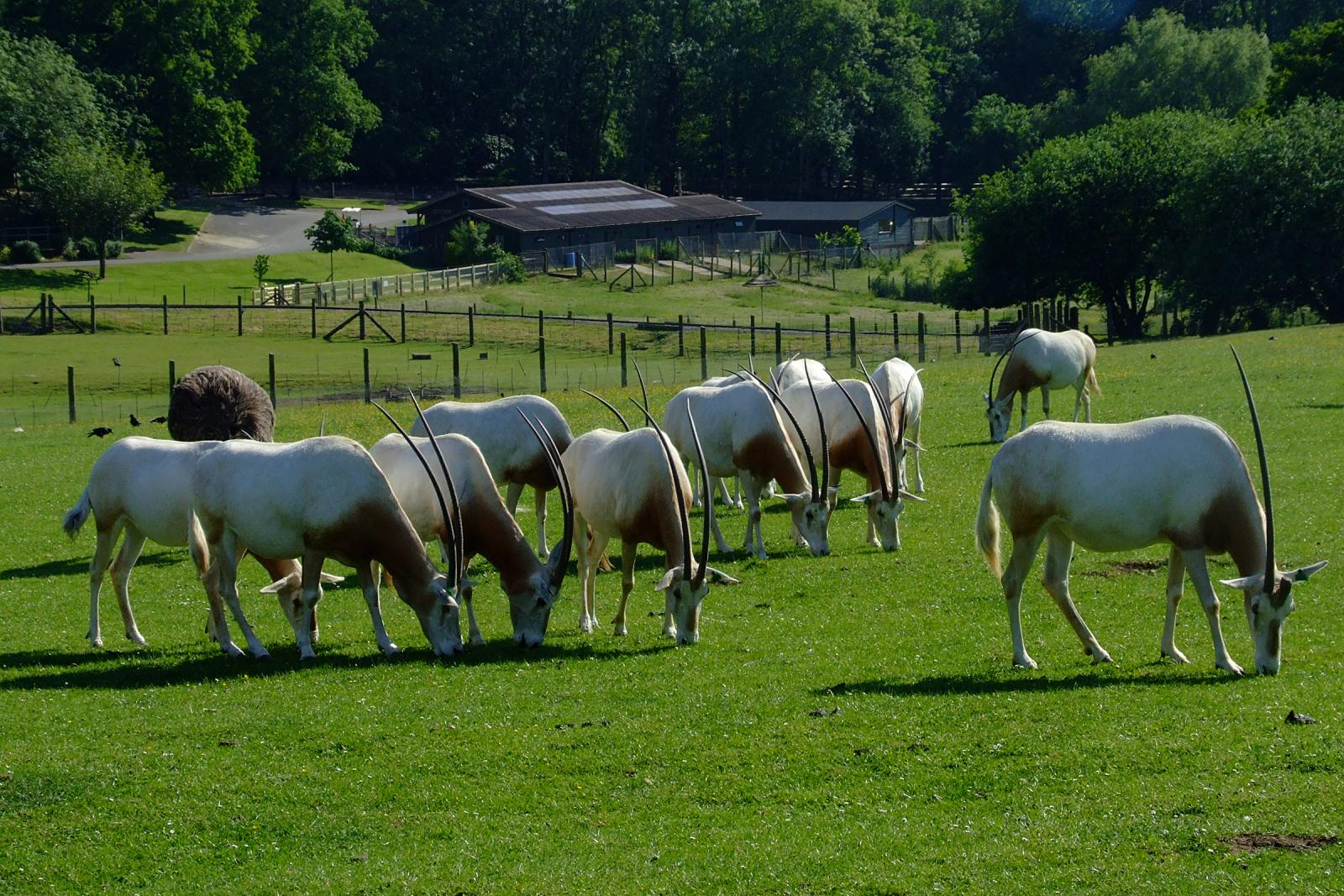
Kardszarvú antilopok egy angliai vadasparkban...

A Természetvédelmi Világszövetség (IUCN) által kiadott Vörös lista 2000-es adatai szerint a kardszarvú antilop a szabad természetből élőhelyének rombolása és a vadászat miatt teljesen kipusztult. A Washingtoni egyezmény (CITES) I. függelékében szerepel a faj, azaz a kihalás veszélye fenyegeti. Szerepel továbbá a Vándorló Fajok Konvenciója (CMS) I. függelékében és a CMS száhel–szaharai antilopok megmentéséért kidolgozott cselekvési tervében.
Ennek ellenére a kilátások jók a faj megmentésére, köszönhetően annak, hogy fogságban sok példánya él, és jól szaporodik – Amerikában és a Dél-afrikai Köztársaságban például sportvadászati célból tenyésztik. Magyarországon csak a debreceni Nagyerdei Kultúrparkban él egy példány. Az elmúlt években több visszatelepítési kísérlet történt, elsősorban Csádban.
Hagyományosan ezen országok területének kisebb-nagyobb részén fordult elő: Algéria, Burkina Faso, Csád, Egyiptom, Líbia, Mali, Mauritánia, Marokkó, Niger, Nigéria, Szenegál, Szudán, Tunézia és Nyugat-Szahara. Az északi állománya már a 20. század előtt szinte ki volt halva. A déli állománya is rohamosan csökkenni kezdett, amikor az európaiak letelepedtek a térségben és vadászni kezdtek az antilopokra trófeáik, bőrük és húsuk miatt. A második világháború és az 1960-as években kezdődött csádi polgárháború szintén hozzájárultak az antilop kihalásához; a katonák és az éhes menekülő emberek a húsáért vadászták. Az itatóhelyek elfoglalása az emberek által, valamint az utakon történő elütések és a puskák elterjedése a térségben megpecsételték a vadonban élő állomány létezését.

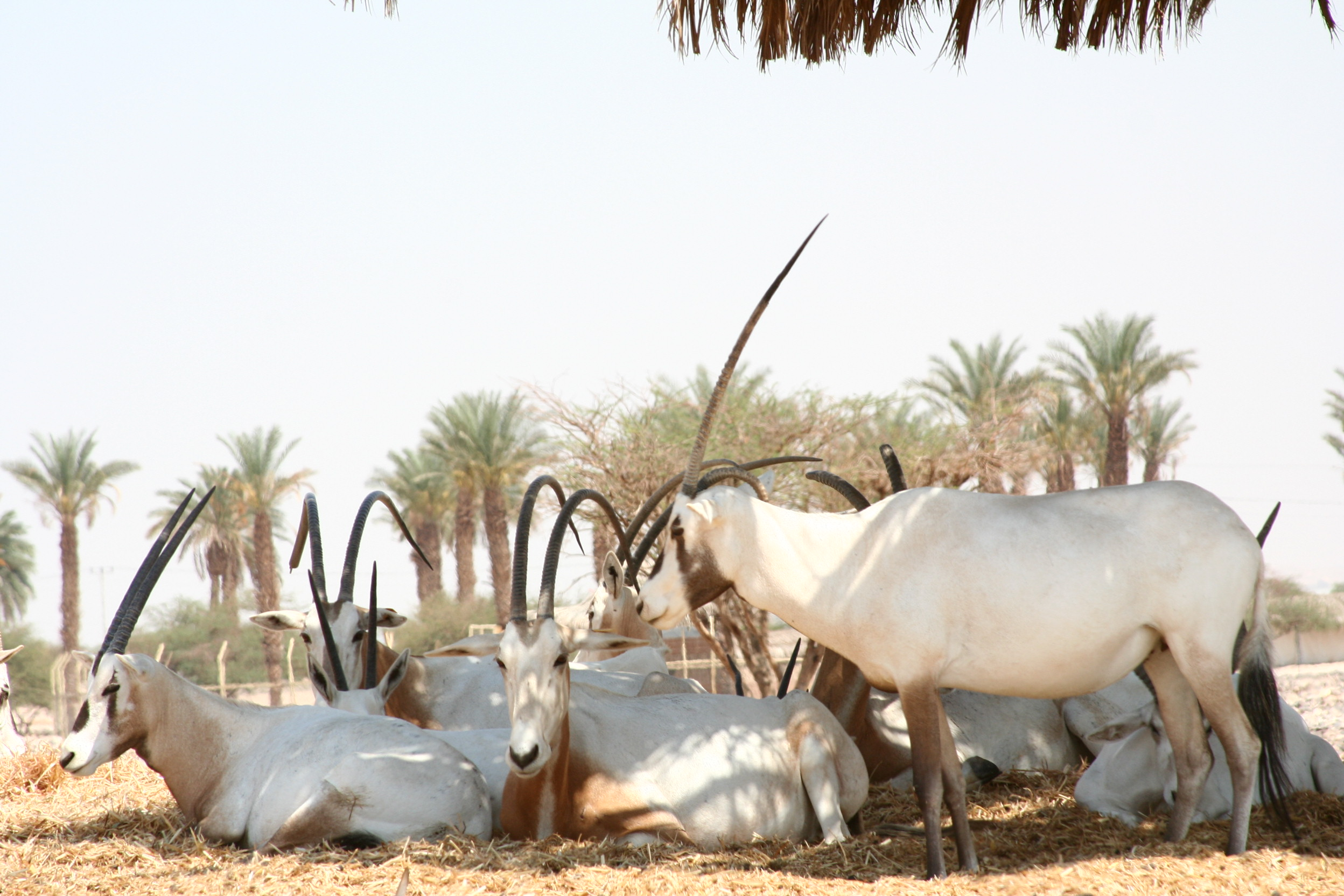
... és egy izraeli farmon

2001-ben és 2004-ben nagymértékű kutatást és megfigyelést kezdtek Csádban és Nigerben, abban reménykedve, hogy maradék állományokra vagy példányokra bukkannak, azonban ez sikertelennek bizonyult; bár nem hivatalos beszámolók a létezését állították. Becslések szerint 1985-ig 500 példánya élt ebben a két országban, azonban 1988-ra ezekből már csak néhány létezett a vadonban.
Manapság világszintű tenyészprogramok folynak a kardszarvú antilop megmentésére. 2015-ben eme programok keretében körülbelül 1750 példányt tartottak számon; ezek mellett a texasi farmokon 11 ezer és az öböl menti arab államokban 4000 állatról lehet tudni. Kerítéssel körülvett állományokat hoztak létre néhány tunéziai nemzeti parkban; ezek közül: 1985-ben a Bou-Hedma Nemzeti Parkban, 1999-ben a Sidi Toui Nemzeti Parkban és ugyanebben az évben az Oued Dekouk Nemzeti Parkban. Szintén bekerített állományokat alkottak a következő helyeken: 1995-ben a marokkói Souss-Massa Nemzeti Parkban, valamint 1998-ban és 1999-ben a szenegáli Ferlo Faunal Reserve-ben, illetve Guembeul Natural Reserve-ben.
Jelenleg Csád áll a legjobban a visszatelepítési programmal; az állatokat az Ouadi Rimé-Ouadi Achim Faunal Reserve-be helyezi. Sikerét azonban a Szahara Természetvédelmi Alapnak (Sahara Conservation Fund, SCF) és az Abu-Dzabi-i Környezetvédelmi Szolgálatának (Environment Agency of Abu Dhabi) köszönheti. Az Ouadi Rimé-Ouadi Achim Faunal Reserve a 78 000 négyzetkilométeres területével - körülbelül akkora, mint Skócia - a világ egyik legnagyobb védett területe. Az első állományt 2016-ban hozták ide; előbb egy bekerített helyen tartották, hogy az állatok szokják meg a környezetet, aztán az esős évszak beálltával szabadon engedték őket. Ez az első állomány 21 példányból állt; 2017-ben ebben a csordában megszületett az első borjú. Ez volt az első borjú, amely szabadon született több mint 20 évnyi kihalás után. 2017. január 21.-én bekerített helyre telepítettek egy második csordát; ez a csorda 6 bikából és 8 tehénből tevődött össze.

### A kultúrában

#### Az ókorban

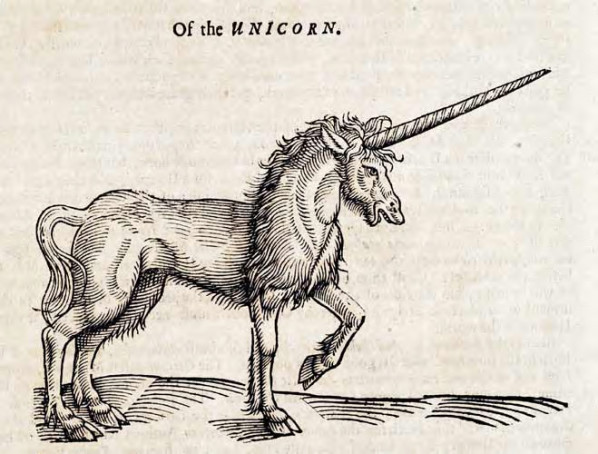
Az egyszarvú régi ábrázolása

Az Ókori Egyiptomban több más antilop mellett a kardszarvú antilopot is háziasították és szelídítették; valószínűleg az isteneknek szánt áldozatokhoz vagy talán csak húsa miatt. Az óegyiptomiak ran-nak nevezték az állatot. Az Ókori Rómában a gazdagok is tartottak kardszarvú antilopokat a birtokaikon; ezeket az állatokat kutyás vadászatokhoz használták, aztán az elejtett vadat megették. A szaharai-szahíli emberek számára ez volt az egyik legkedveltebb zsákmányantilop. A bőre igen kiváló minőségű; az afrikai Río de Oro királya 1000 darab kardszarvú antilopbőrből készült pajzsot küldött Spanyolországba a középkor idején. Az antilop bőrét kötélkészítéshez és lószerszámokhoz is felhasználták.

#### Az egyszarvú mitológiája
Az egyszarvú mitológiája talán egy sebesült, törött szarvú Oryx-faj látványából született. Arisztotelész ógörög tudós és filozófus, valamint Idősebb Plinius római író, polihisztor, ókori enciklopédista az Oryx-ot tartják az egyszarvú „prototípusának”. Egyes szögből tényleg úgy néz ki, mintha a kardszarvú antilopnak egy szarva volna. Az állat szarva belül üres; mint minden antilopnak, ennek is állandó a szarva, tehát letörés esetén nem nő vissza. Ilyen módon egy törött szarvú Oryx „egyszarvúként” éli le hátralévő életét.

## Fordítás
- Ez a szócikk részben vagy egészben  a   Scimitar oryx című angol Wikipédia-szócikk ezen változatának fordításán alapul.  Az eredeti cikk szerkesztőit annak laptörténete sorolja fel. Ez a jelzés csupán a megfogalmazás eredetét és a szerzői jogokat jelzi, nem szolgál a cikkben szereplő információk forrásmegjelöléseként.